# Michael Loewe
Michael Loewe, névváltozat: M. A. N. Loewe; kínai neve pinjin hangsúlyjelekkel: Lǔ Wéiyī; magyar népszerű: Lu Vej-ji; kínaiul: 魯惟一 (Oxford, 1922. november 2. – 2025. január 1.)  brit akadémikus, sinológus.

## Élete és munkássága
Loewe tanulmányait a Cambridge-i Perse Schoolon és az Oxfordi Magdalen College-ban végezte. 1942-ben elhagyta Oxfordot, és brit kormány szolgálatában dolgozott Japán-szakértő hírszerző tisztként. Mindeközben szabadidejében klasszikus kínaiul tanult. 1951-ben a londoni egyetemen diplomázott. 1956-ban felhagyott a kormánynak végzett munkájával és a londoni egyetem előadója lett. 1963-ban szerzett doktori fokozatot Oxfordban, majd később a Cambridge-i Egyetem oktatója lett, ahol nyugdíjba vonulásáig, 1990-ig oktatott.
Kutatási szakterülete a klasszikus kínai írásbeliség, és az ókori kínai történelem. Több tucat szakkönyv szerzője, szerkesztője.

### Főbb művei
- Imperial China: the Historical background to the Modern Age. London: George Allen and Unwin, 1966
- Records of Han Administration; volume I: Historical Assessment; volume II: Documents. Cambridge: Cambridge University Press, 1967
- Everyday Life in Early Imperial China during the Han Period. London: B.T. Batsford, 1968
- Crisis and Conflict in Han China. London: George Allen and Unwin, 1974
- Ancient Cosmologies. London: George Allen and Unwin, 1975
- Ways to Paradise: the Chinese Quest for Immortality. London: George Allen and Unwin, 1979
- Divination and Oracles. London: George Allen and Unwin, 1981
- Chinese Ideas of Life and Death: Faith, Myth and Reason in the Han Period. London: George Allen and Unwin, 1982
- The Cambridge History of China (társszerkesztő), vol. 1. Cambridge: Cambridge University Press, 1986
- The Pride that was China. London: Sidgwick and Jackson, 1990
- Early Chinese Texts: a Bibliographical Guide. Berkeley: the Society for the Study of Early China and the Institute of East Asian Studies, University of California, 1993
- Divination, Mythology and Monarchy in Han China. Cambridge: Cambridge University Press, 1994
- The Cambridge History of Ancient China (társszerkesztő). Cambridge: Cambridge University Press, 1999
- A Biographical Dictionary of the Qin, Han and Xin Dynasties. Leiden: E.J.Brill, 2000
- The Men who Governed China in Han Times. Leiden: E.J.Brill, 2004